# C13H18O3
化学式C13H18O3（摩尔质量：222.28 g/mol）可能指：
- 水杨酸己酯，CAS号：6259-76-3
- 去氢吐叶醇，CAS号：15764-81-5
- 戊酸茴香酯，PubChem CID：6428088
- 异戊酸茴香酯，CAS号：68983-10-8

|  | 这个同类索引页列出了具有相同分子式的化学物（即同分異構體）条目。 除非您是有意链接至本页，否则应将相应条目的内部链接指向正确的条目。 |